# William Ferguson
Willie Ferguson (Johannesburg, 6 maart 1940 - Durban, 19 mei 2007) was een Formule 1-coureur uit Zuid-Afrika. Hij reed 1 Grand Prix; de Grand Prix van Zuid-Afrika van 1972 voor het team Brabham.